# Акдавлетово
Акдавлетово (баш. Аҡдәүләт) — деревня в Зианчуринском районе Республики Башкортостан Российской Федерации. Входит в состав  Баишевского сельсовета.

## География

### Географическое положение
Расстояние до:
- районного центра (Исянгулово): 105 км,
- центра сельсовета (Баишево): 8 км,
- ближайшей ж/д станции (Кувандык): 74 км.

## Население
| 1939 | 1959 | 1970 | 1979 | 1989 | 2002 | 2009 |
| ---- | ---- | ---- | ---- | ---- | ---- | ---- |
| 158  | ↘157 | ↗212 | ↘187 | ↘114 | ↗115 | ↘100 |
| 2010 |      |      |      |      |      |      |
| ↘84  |      |      |      |      |      |      |

Национальный состав
Согласно переписи 2002 года, преобладающая национальность — башкиры (99 %).

## Религия
В деревне есть мечеть.